# 28149 Arieldaniel
28149 Arieldaniel è un asteroide della fascia principale. Scoperto nel 1998, presenta un'orbita caratterizzata da un semiasse maggiore pari a 2,2827769 au e da un'eccentricità di 0,1302217, inclinata di 6,91469° rispetto all'eclittica.